# Athens, Georgia
Athens är en stad i den amerikanska delstaten Georgia med en yta av 306,2 kvadratkilometer och en befolkning som uppgår till cirka 102 000 invånare (2003). Cirka 27 procent av befolkningen i staden är afroamerikaner. Av befolkningen lever cirka 29 procent under fattigdomsgränsen. 
Staden, som grundades 1801 som platsen för University of Georgia är belägen i den nordöstra delen av delstaten cirka 65 kilometer från gränsen till South Carolina och cirka 100 kilometer öster om huvudstaden Atlanta. Under mitten av 1800-talet kallades staden för Söderns Manchester på grund av den stora förekomsten av bomullsväverier.
1990 gick Athens och Clark County samman och bildade en gemensam administrativ enhet.

## Kultur
Staden är känd för att ha en väletablerad musikscen och särskilt under slutet av 1970-talet och det tidiga 1980-talet kom flera nya stora band fram, däribland R.E.M., The B-52's, Love Tractor, of Montreal, Neutral Milk Hotel, Vic Chesnutt, The Whigs, Widespread Panic, Indigo Girls och Drive-By Truckers. Staden är även hemvist för skådespelerskan Kim Basinger.